# Adelaide del Friuli
Adelaide di Parigi, o Adelaide di Francia (850/860 – Laon, 18 ottobre 900 opp. 18 novembre 901), fu, come seconda moglie di Luigi o Ludovico il Balbo, regina d'Aquitania (875-879) e poi Regina dei Franchi occidentali, regina di Lotaringia e di Provenza dall'877 all'879.

## Origine
Secondo la storico, esperto di genealogie, Christian Settipani, era figlia del conte palatino di Parigi e marchese del Friuli, Adalardo (nipote di Beggo e di Alpais, figlia di Carlomagno), e della moglie di cui non si conoscono né gli ascendenti né il nome.

## Biografia

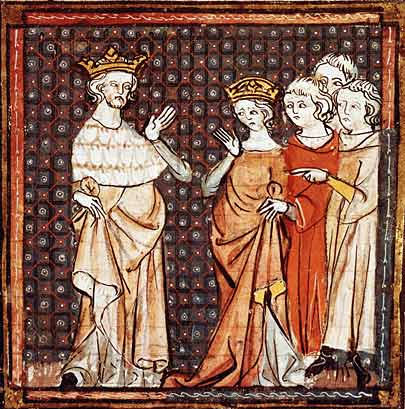
Adelaide con Luigi II.

Il re di Francia Carlo il Calvo la sceglie come moglie per il figlio Luigi il Balbo, che però, secondo gli Annales Bertiniani, nel marzo dell'862, contro il volere del padre, Carlo il Calvo, aveva già sposato segretamente Ansgarda di Borgogna (ca. 826 - ca. 880), ed aveva avuto già due figli maschi: Luigi e Carlomanno.
Comunque Carlo il Calvo si adoperò affinché il matrimonio fosse annullato, ma non ci riuscì; però Luigi il Balbo, nell'875, per volere del padre, ma con la disapprovazione di papa Giovanni VIII, divorziò da Ansgarda, che venne ripudiata e allontanata da corte e nello stesso anno (febbraio 875) Carlo riuscì a fare sposare Luigi con Adelaide del Friuli, la sua prescelta.
Il papa Giovanni VIII però, durante l'incoronazione di Luigi il Balbo, al concilio di Troyes, il 7 settembre 878, rifiutò di incoronarla regina.
Quando nell'879, Luigi il Balbo morì, mentre stava preparando una spedizione contro il conte di Poitiers Ranulfo II e quello del Maine, Ragenoldo, Adelaide che era incinta del figlio Carlo il Semplice, mise in discussione la legittimità della successione al trono dei figli di primo letto che Luigi aveva avuto da Ansgarda, Luigi III e Carlomanno II che, a loro volta, l'accusarono di adulterio.
Comunque prima della fine dell'879 Luigi III e Carlomanno II salirono congiuntamante sui troni di Francia e di Aquitania;
Adelaide, al termine di un lungo e difficile processo fu assolta dall'accusa di adulterio e suo figlio, Carlo il Semplice, fu riconosciuto figlio legittimo ed unico erede della corona di Francia; nel frattempo sia Luigi che Carlomanno erano morti, senza eredi ed il regno era passato all'imperatore Carlo il Grosso e, dopo la sua morte, ad Oddone I, a cui Carlo il Semplice succedette nell'898.
Adelaide, dopo aver assistito all'incoronazione del figlio, morì a Laon, tra l'ottobre 900 ed il novembre 901.

## Figli
Adelaide a Luigi diede un figlio:
- Carlo III il Semplice (879-929)[7], nato postumo e salito sul trono dei Franchi occidentali 19 anni dopo la morte del padre.

### Fonti primarie
- (LA) Monumenta Germanica Historica, tomus IX. URL consultato il 1º marzo 2020 (archiviato dall'url originale l'11 marzo 2016)..
- (LA) Monumenta Germanica Historica, tomus I. URL consultato il 1º marzo 2020 (archiviato dall'url originale il 27 agosto 2011)..
- (LA) Annales Bertiniani..

### Letteratura storiografica
- René Poupardin, I regni carolingi (840-918), in «Storia del mondo medievale», vol. II, 1979, pp. 583–635